# Danh sách Phó Tổng thống Nam Sudan

## Danh sách Phó Tổng thống Cộng hòa Nam Sudan
| Nhiệm kỳ                                   | Chức vụ                                                      | Affiliation | Chú thích                                                           |
| ------------------------------------------ | ------------------------------------------------------------ | ----------- | ------------------------------------------------------------------- |
| Chính quyền Miền Nam Sudan                 |                                                              |             |                                                                     |
| 9 tháng 7 năm 2005 đến 11 tháng 8 năm 2005 | Salva Kiir Mayardit, Phó Tổng thống Chính phủ Miền Nam Sudan | SPLA/M      | Đóng vai trò Tổng thống Chính phủ Nam Sudan từ 30 tháng 7 năm 2005. |
| 11 tháng 8 năm 2005 đến 9 tháng 7 năm 2011 | Riek Machar, Phó Tổng thống Chính phủ Miền Nam Sudan         | SPLA/M      |                                                                     |
| Cộng hòa Nam Sudan                         |                                                              |             |                                                                     |
| 9 tháng 7 năm 2011 - 23 tháng 7 năm 2013   | Riek Machar, Phó Tổng thống Cộng hòa Nam Sudan               | SPLA/M      |                                                                     |
| 23 tháng 7 năm 2013 - 25 tháng 8 năm 2013  | Trống                                                        | SPLA/M      |                                                                     |
| 25 tháng 8 năm 2013 - nay                  | James Wani Igga                                              | SPLA/M      |                                                                     |